# 紫黑刺脛長蝽
紫黑刺脛長蝽（学名：Horridipamera nietneri）为長蝽科刺脛長蝽屬下的一个种。